# Bertold ze Schweinfurtu
Bertold ze Schweinfurtu (zm. 15 stycznia 980) hrabia w Radenzgau, nad górnym Naabem, w Volkfeld i we wschodniej Frankonii, założyciel linii hrabiów na Schweinfurcie.

## Życiorys
Był synem hrabiego Henryka (zm. 935) z rodu starych Babenbergów, bratem Henryka, arcybiskupa Trewiru (zm. 3.7.964) i Poppona (zm. 15.2.961), kanclerza cesarstwa i biskupa Würzburga
W 974 r. ujawnia spisek Henryka II Kłótnika, ks. Bawarii i Abrahama, bpa Fryzyngi przeciw Ottonowi II, dzięki czemu cesarz łatwo go unicestwia. 
Potomstwo:
- Henryk ze Schweinfurtu.